# فینگولیمود
فینگولیمود (انگلیسی: Fingolimod) یک داروی ایمونوتراپی است که بیشتر در درمان بیماری ام‌اس به‌کار می‌رود. این دارو میزان عود بیماری را در نوع «عودکننده-بهبودیابنده» با دو سال مصرف به نصف می‌رساند.
فینگولیمود یک تنظیم‌کننده گیرنده اسفنگوزین-۱-فسفات است که کارش جداسازی و ضبط لنفوسیت‌ها در گره‌های لنفاوی است تا از مشارکت آنها در ایجاد بیماری‌های خودایمنی جلوگیری کند.
این دارو از مادهٔ میریوسین ساخته می‌شود که از نوعی قارچ مشتق می‌شود و آنالوگ ساختاری اسفنگوزین و در درون سلول توسط اسفنگوزین کیناز (به‌ویژه اسفنگوزین کیناز ۲) فسفریله می‌شود.

## عوارض جانبی
شایع‌ترین عارضهٔ جانبی فینگولیمود احساس سردی در سر، سردرد، افزایش سطح گاما گلوتامیل ترانس پپتیداز (کمتر از ۱۵٪)، اسهال (۱۳٪)، تهوع (۱۳٪)، شکم‌درد (۱۱٪) و خستگی است. چند مورد از ابتلا به سرطان پوست هم گزارش شده‌است که در بیمارانی بوده که ناتالیزومب مصرف می‌کردند.
فینگولیمود با بروز عوارض دیگری چون عفونت‌های بالقوه کشنده، کندتپشی و یک مورد انسفالیت کانونی خونریزی‌دهنده (التهاب خونریزی‌دهندهٔ بافت مغز) مرتبط بوده‌است. دو بیمار مصرف‌کنندهٔ فینگولیمود تا کنون درگذشته‌اند: یکی به‌دلیل عفونت هرپسی مغز و دیگری به سبب ابتلا به زونا. البته مشخص نیست که واقعاً داروی فینگولیمود مسئول مستقیم این مرگ‌هاست تا سال ۲۰۱۵، سه مورد از لکوانسفالوپاتی چندکانونی پیش‌رونده نیز گزارش شده‌است.
فینگولیمود می‌توان منجر به تورم لکه زرد چشم و کاهش بینایی شود. در نتیجه کسانی که از این دارو استفاده می‌کنند، باید معاینات مکرر چشمی شوند.